# Dongsheng
För andra betydelser, se Dongsheng (olika betydelser).
Dongsheng, tidigare romaniserat Tungsheng, är ett stadsdistrikt och säte för stadsfullmäktige i Ordoss stad på prefekturnivå i den autonoma regionen Inre Mongoliet i norra Kina. Det ligger omkring 180 kilometer sydväst om regionhuvudstaden Hohhot.

## Källa
1. ↑  Wahlén, Jan (red.), Bonniers universalatlas, Bonnier, Stockholm, 1970